# Murzynno
Murzynno (deutsch Groß Morin) ist ein Dorf in Polen und gehört zur Woiwodschaft Kujawien-Pommern und damit zur Landschaft Kujawien.

## Geografie

### Geografische Lage
Murzynno liegt in der Gemeinde Gniewkowo, mit der gleichnamigen Stadt Gniewkowo (deutsch Argenau) als Zentrum (Einwohnerzahl: ca. 7000).

### Verkehr
Es existierte eine Anbindung mit der Schmalspurbahn (750 mm Spurweite), die vorwiegend dem Transport der Zuckerrüben in die Zuckerfabriken in Tuczno und Wierzchosławice diente. Seit 2003 wurde der Betrieb der Schmalspurbahn eingestellt, seitdem wird der Abtransport der Zuckerrüben von Lastkraftwagen bewältigt. Große Teile des Schienennetzes wurden demontiert und entsorgt. Es besteht außerdem eine Anbindung des Dorfes an die Fernverkehrsstraße 246.

### Wirtschaft und Infrastruktur
Das Dorf ist ausschließlich landwirtschaftlich geprägt, so wie die meisten Dörfer dieser Region.

### Öffentliche Einrichtungen
Im Dorf befindet sich das medizinische Zentrum NZOZ Profilaktyka Murzynno, welches zum staatlichen Gesundheitssystem (pl. Podstawowa Opieka Zdrowotna) gehört.

### Einwohnerentwicklung
Im Jahre 1888 hatte das Dorf etwa 480 Einwohner.

## Kultur

### Bildung
Im Dorf befindet sich ein Kindergarten und eine Grundschule.

### Religionen
Die Einwohner des Dorfes gehören, wie die Mehrheit der polnischen Bevölkerung, der katholischen Kirche an. Sie versammeln sich in der Kirche „pod wz. Sw. Mateusza“ (deutsch St. Matthäus).

### Sonstiges
Murzynno verfügt über eine kleine Parkanlage, die für verschiedenste Anlässe genutzt wurde. Sie wird allerdings, seit längerem nicht mehr gepflegt, sich selbst überlassen.